# Georges Devilly
Georges Devilly foi um ciclista francês. Ele terminou em último lugar no Tour de France 1909.